# Édaravone
L'édaravone est un neuroprotecteur utilisé afin d'aider la récupération neurologique à la suite d'une ischémie cérébrale aiguë et l'infarctus cérébral qui s'ensuit, ainsi que (au Japon et aux États-Unis) dans le traitement de la sclérose latérale amyotrophique. Elle agit comme un antioxydant puissant qui élimine les radicaux libres en protégeant le cerveau contre le stress oxydant et l'apoptose neuronale,. Il n'est distribué commercialement qu'au Japon par Mitsubishi Pharma Corporation depuis 2001.